# Paramacrobiotus pius
Espèce
Paramacrobiotus pius est une espèce de tardigrades de la famille des Macrobiotidae.

## Distribution
Cette espèce est endémique de Sicile en Italie.

## Publication originale
- Lisi, Binda & Pilato, 2016 : Eremobiotus ginevrae sp. nov. and Paramacrobiotus pius sp. nov., two new species of Eutardigrada. Zootaxa, no 4103 (4), p. 344–360.